# John Clerk de Eldin

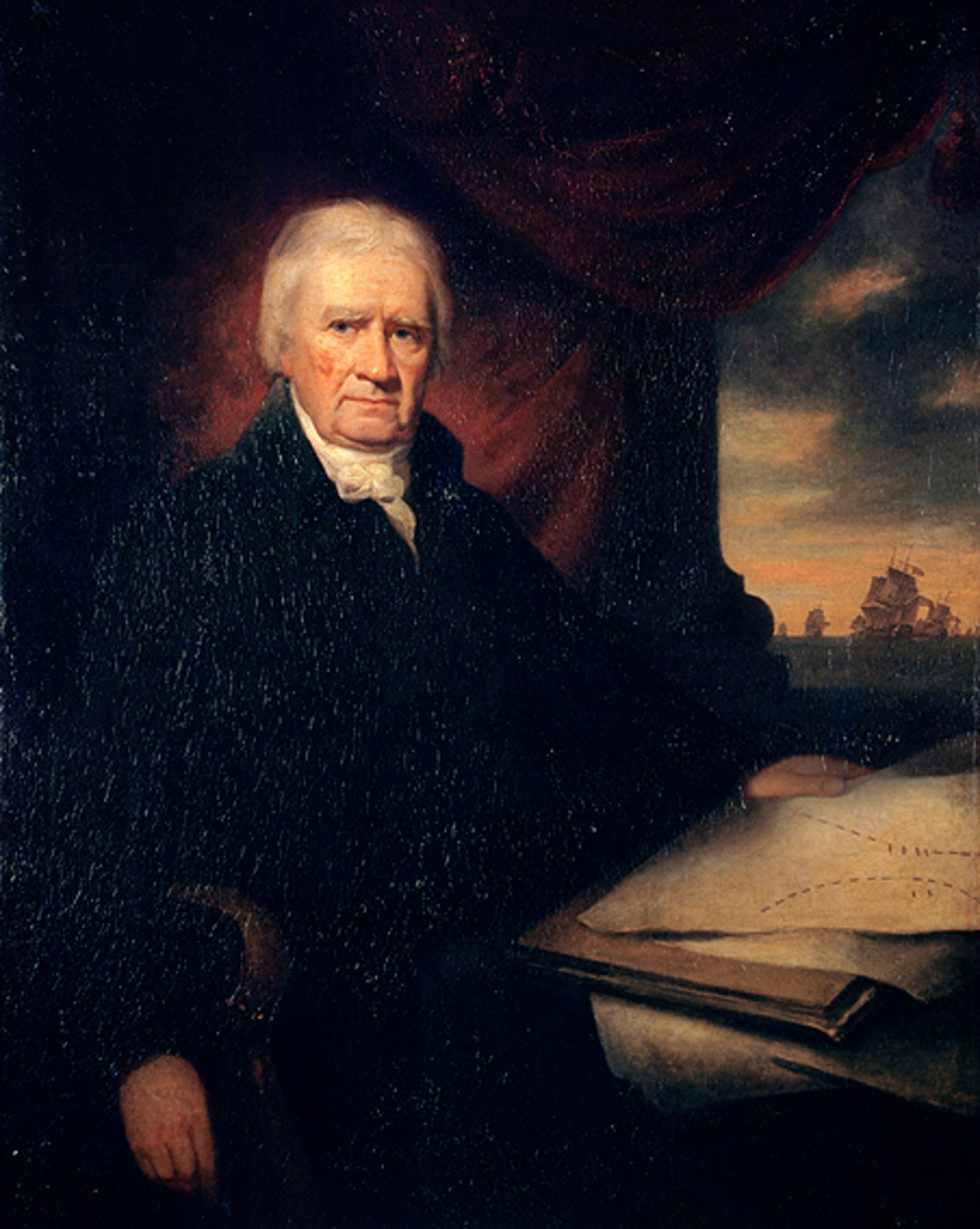
Retrato de Clerk de Eldin por James Saxon, pintado en 1805.

John Clerk de Eldin FRSE FSAScot (10 de diciembre de 1728 - 10 de mayo de 1812) fue un comerciante escocés, autor naval, artista, geólogo y terrateniente. Séptimo hijo de Sir John Clerk de Penicuik, II Baronet. Clerk de Eldin fue una figura de la Ilustración escocesa, mejor recordado por sus influyentes escritos sobre las tácticas navales en la época de la vela.
Amigo del geólogo James Hutton, era cuñado del arquitecto Robert Adam, hermano del también amigo de Hutton George Clerk-Maxwell y tatara-tatara-tío del físico James Clerk Maxwell.

## Biografía
La familia de Clerk no era de marineros. Clerk de Penicuik era un juez y político de alguna importancia que tomó parte en las negociaciones que condujeron a las actas de Unión de 1707. El joven John asistió a la escuela secundaria de Dalkeith, donde tenía fama por ser un entusiasta estudiante, y se matriculó en la Universidad de Edimburgo para estudiar medicina, (su padre le había marcado para convertirse en un top chyrugeon), pero abandonó sus estudios y entró en negocios. Clerk hizo su fortuna como comerciante (fabricante de ropa) y gerente de una mina de carbón, y en 1763 fue capaz de comprar la propiedad de Eldin, en Lasswade, cerca de Edimburgo. Allí, se dedicó a la ciencia y el arte. En 1753, después de haber sido un visitante constante de la familia de Adam, y ser un amigo cercano del famoso arquitecto Robert Adam, se casó con Susannah Adam, la hermana menor de Robert con quien tuvo siete hijos, todos ellos murieron solteros. En 1793, Clerk se había retirado, pero aun así se movió entre Eldin y Edimburgo, después de haber comprado una casa en Princes Street en 1788, con vistas al castillo. Una figura habitual de la Ilustración, era un hombre de muchos intereses, en particular la geología, la arquitectura y el arte. Llevó a cabo varios estudios geológicos con James Hutton, en la década de 1780, y acompañó a Robert Adam en las giras para realizar dibujos. Murió pacíficamente en Eldin, el 10 de mayo de 1812, rodeado de su familia.